# نمازخانه نجات‌دهنده مقدس (نیکوزیا)

نمازخانه نجات‌دهنده مقدس (انگلیسی: Sourp Amenapergitch؛ ارمنی: Սուրբ Ամենափրկիչ) یک نمازخانه (چاپل) متعلق به کلیسای حواری ارمنی اسقف‌نشین قبرس می‌باشد که در ناحیه استرووولوس در نیکوزیا، قبرس واقع شده‌است. ساخت و ساز این ساختمان در سال ۱۹۹۵ میلادی به پایان رسید. این بنا به سبک معماری ارمنی طراحی شده‌است.